# مارتینا هاگ

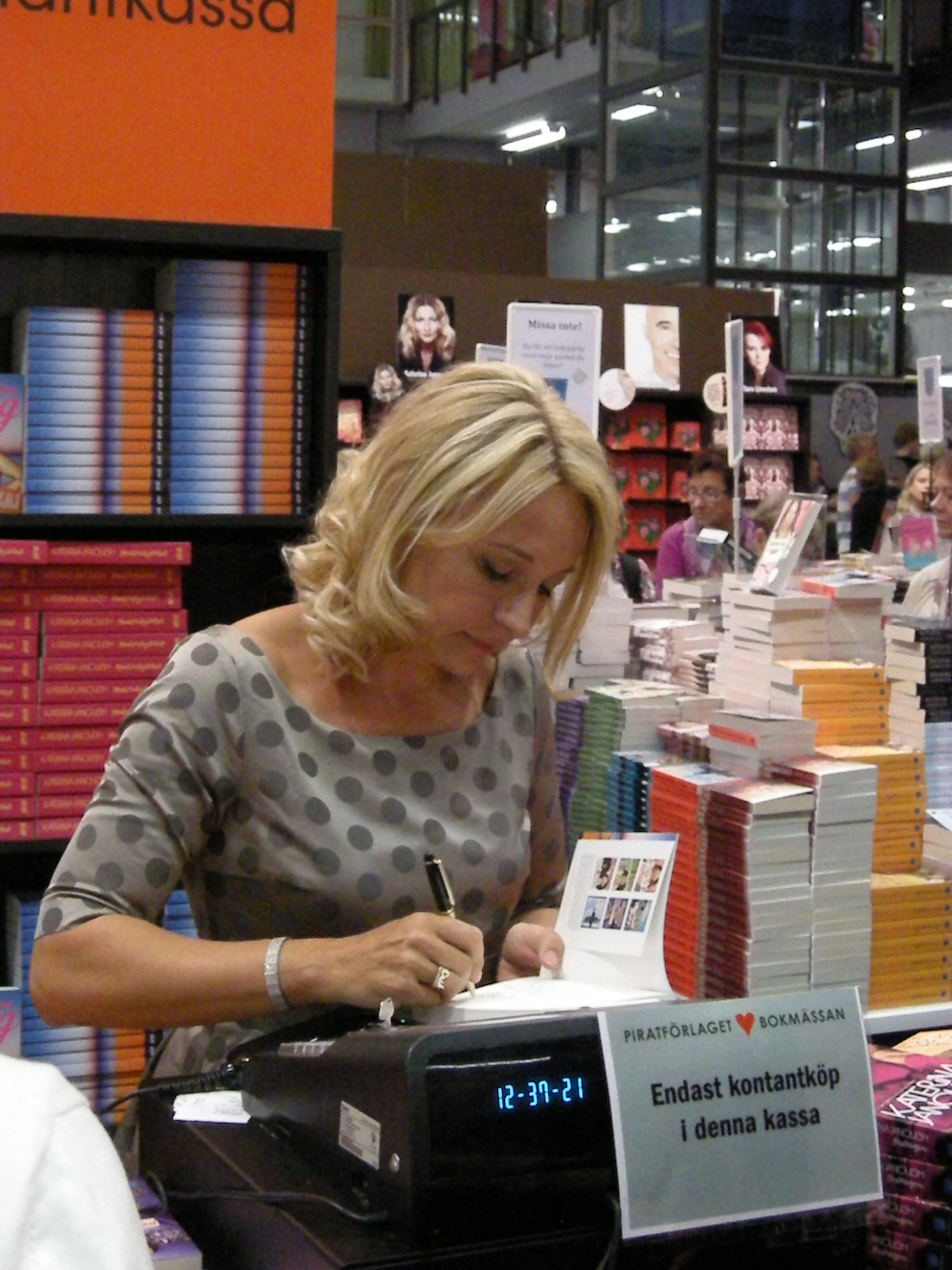
مارتینا هاگ در نمایشگاه کتاب گوتبورگ در سپتامبر ۲۰۱۲

مارتینا هاگ (انگلیسی: Martina Haag؛ زادهٔ ۹ ژوئن ۱۹۶۴) هنرپیشه، پدیدآور، نویسنده، و روزنامه‌نگار اهل سوئد است. او و همسر سابقش اریک هاگ دارای چهار فرزند هستند. این زوج پس از ۱۸ سال ازدواج، در سال ۲۰۱۳ درخواست طلاق دادند و در سال ۲۰۱۴ طلاق گرفتند.
کارنامه حرفه‌ای(بازیگری)
مارتینا هاگ کار خود را به عنوان بازیگر آغاز کرد و در چندین فیلم و سریال تلویزیونی به ایفای نقش پرداخت. او به خاطر توانایی‌های بازیگری خود و همچنین حضور جذابش بر روی صحنه و پرده سینما، به سرعت در میان مخاطبان محبوب شد. برخی از فیلم‌ها و سریال‌های معروفی که او در آنها نقش‌آفرینی کرده است عبارتند از:
1. "Underbara älskade" (2006)
: این فیلم یکی از آثار موفق او بود که توجه زیادی را به خود جلب کرد.
2. "Äntligen midsommar!" (2009)**: یک کمدی رمانتیک که موفقیت تجاری خوبی داشت.
3. "Glada hälsningar från Missångerträsk" (2015): این فیلم نیز بر اساس یکی از کتاب‌های خودش ساخته شده و توانست محبوبیت زیادی کسب کند.
نویسندگی
علاوه بر بازیگری، مارتینا هاگ یک نویسنده پرکار و موفق نیز هست. او تاکنون چندین کتاب نوشته که بسیاری از آنها به زبان‌های مختلف ترجمه شده‌اند و در میان خوانندگان محبوبیت زیادی کسب کرده‌اند. برخی از کتاب‌های معروف او عبارتند از:
-ر می‌رود. در ادامه به زندگی و کارهای او پرداخته می‌شود.
زندگی شخ این کتاب یکی از پرفروش‌ترین آثار اوست و داستانی جذاب و خنده‌دار را روایت می‌کند.
-**مارتینا هاگ (زادهٔ ۹ ژوئن ۱۹۶۴)**
مارتینا این کتاب نیز یکی دیگر از موفقیت‌های او در زمینه نویسندگی است.
روزنامه‌نگاری
مارتینا هاگ همچنین به عنوان روزنامه‌نگار فعالیت داشته و مقالات زیادی در روزنامه‌ها و مجلات معتبر سوئد منتشر کرده است. او در نوشته‌هایش به موضوعات متنوعی از جمله فرهنگ، هنر، زندگی روزمره و مسائل اجتماعی می‌پردازد و با قلمی جذاب و نگاه دقیق خود، مخاطبان زیادی را به خود جذب کرده است.
موفقیت‌ها و جوایز
مارتینا هاگ در طول دوران حرفه‌ای خود موفق به کسب جوایز و افتخارات متعددی شده است. برخی از جوایز مهمی که او دریافت کرده عبارتند از:
-ه او در دوران نوجوانی این جایزه معتبرترین جایزه سینمایی سوئد است که مارتینا هاگ چندین بار نامزد دریافت آن بوده و در نهایت موفق به کسب آن شد.
-ارتینا هاگ یک هنرپیشه، پ این جایزه به خاطر کتاب "Underbar och älskad av alla" به او اهدا شد.
زندگی پس از طلاق
پس از جدایی از اریک هاگ، مارتینا به زندگی خود ادامه داد و به فعالیت‌های حرفه‌ای‌اش پرداخت. او در این دوران به نوشتن کتاب‌های جدید و بازی در فیلم‌ها و سریال‌های مختلف ادامه داد و همچنان یکی از چهره‌های محبوب و تأثیرگذار در سوئد باقی ماند.

## کتاب‌ها
- ۲۰۰۴: Hemma hos Martina
- ۲۰۰۵: Underbar och älskad av alla (och på jobbet går det också jättebra)
- ۲۰۰۶: Martina-koden
- ۲۰۰۸: I en annan del av Bromma
- ۲۰۱۰: Fånge i hundpalatset
- ۲۰۱۱: Glada hälsningar från Missångerträsk
- ۲۰۱۲: Heja, Heja!
- ۲۰۱۵: Det är något som inte stämmer

## فیلم‌شناسی

### فیلم‌ها
- ۱۹۹۵: Älskar, älskar inte
- ۱۹۹۷: Adam & Eva
- ۱۹۹۷: Selma & Johanna – en roadmovie
- ۲۰۰۰: Det blir aldrig som man tänkt sig
- ۲۰۰۰: Naken
- ۲۰۰۱: Känd från TV
- ۲۰۰۵: Halva sanningen
- ۲۰۰۷: Underbar och älskad av alla
- ۲۰۱۰: Toy Story 3 (voice over in Swedish)

### مجموعه‌های تلویزیونی
- ۱۹۹۶: Percy tårar
- ۱۹۹۶: Pentagon (TV series)
- ۱۹۹۷: Silvermannen
- ۲۰۰۱: Heja Björn